# Солнцев, Виктор Александрович
Виктор Александрович Солнцев (24 ноября 1951 — 28 марта 2024) — советский и российский общественный и хозяйственный деятель. Почётный гражданин города Новошахтинск (2015). Глава администрации города Новошахтинск Ростовской области (1991—1997), мэр города Новошахтинска (1997—2005), председатель Новошахтинской городской Думы (2010—2018).

## Биография
Родился 24 ноября 1951 года в городе Орехово-Зуево (Московская область). В 1975 году завершил обучение в Ростовском институте инженеров железнодорожного транспорта. Позже успешно защитил диссертацию на соискание степени кандидата социологических наук.
С 1969 года начал свою трудовую деятельность, стал работать слесарем-зарядчиком на шахте. После завершения обучения в институте занимал различные должности на предприятиях оборонного комплекса. Начинал работать инженером-технологом и дорос до назначения директором завода «Яхонт». В этот период постоянно избирался депутатом Новошахтинского городского Совета народных депутатов.
С 1991 по 1997 годы трудился в должности Главы администрации города Новошахтинска. В 1997 и 2001 году дважды избирался мэром города. С 1994 по 1998 годы был депутатом Законодательного собрания первого созыва. В 2010 году избран председателем Новошахтинской городской Думы. Освободил должность после выборов в 2018 году.
С 2000 по 2004 годы являлся Президентом Ассоциации шахтёрских городов России, был членом межведомственной правительственной комиссии по проблемам угледобывающих регионов.
В городе Новошахтинск по инициативе Солнцева появились первые в стране структуры поддержки малого бизнеса: Бизнес-инкубатор, Фонд поддержки предпринимательства, Бизнес-парк, началось возведение нефтеперерабатывающего завода. При его руководстве в городе проведена газификация посёлков, были построены Храм Донской иконы Божьей Матери и здание городской музыкальной школы. В 2000 году по предложению Виктора Солнцева в Новошахтинске был создан первый в Ростовской области поисково-спасательной отряд, открыл двери Новошахтинский драматический театр, а так же филиалы Ростовского государственного университета и Московского нового юридического института.
29 января 2015 года решением городских органов власти был удостоен звания «Почётный гражданин города Новошахтинска».
Проживал в городе Новошахтинске Ростовской области. Умер 28 марта 2024 года.

## Награды и звания
- знак Шахтёрская слава всех трёх степеней,
- Благодарность Президента Российской Федерации,
- Благодарность Губернатора Ростовской области,
- Почётная грамота Законодательного собрания Ростовской области,
- медаль за участие во Всероссийской переписи населения,
- «Почётный гражданин города Новошахтинска» (29.01.2015).